# حسناء إبراهيم
حسناء إبراهيم من مواليد 28 يناير 1991 - مذيعة مغربية مقيمة في الإمارات وهي إعلامية في قناة روتانا خليجية- تقدم برنامج عرب وود منذ فترة ولا زالت.